# Philus globulicollis
Philus globulicollis es una especie de escarabajo longicornio del género Philus, tribu, Philini, orden, Coleoptera. Fue descrita por Thomson en 1861.

## Descripción
Mide 21-22 mm de longitud.

## Distribución
Se distribuye por India.